# Papirus 68
Papirus 68 (według numeracji Gregory-Aland), oznaczany symbolem {\displaystyle {\mathfrak {P}}^{68}} – grecki rękopis Nowego Testamentu, spisany w formie kodeksu na papirusie. Paleograficznie datowany jest na VII wiek. Zawiera fragmenty 1. Listu do Koryntian, tekst rękopisu był dwukrotnie publikowany.

## Opis
Zachowały się fragmenty kodeksu z tekstem 1. Listu do Koryntian 4,12-17; 4,19-5,3.
Nomina sacra pisane są skrótami.

## Tekst
Kurt Aland tekst rękopisu zaklasyfikował do kategorii III, co oznacza, że tekst rękopisu nie jest ważny dla odtworzenia oryginalnego tekstu NT, ale jest ważny dla poznania historii tekstu NT.

## Historia
Kurt Aland umieścił go na liście rękopisów Nowego Testamentu, w grupie papirusów, dając mu numer 68. Rękopis badali Aland i Kurt Treu.
Rękopis datowany jest przez INTF na wiek VII.
Obecnie przechowywany jest w Rosyjskiej Bibliotece Narodowej (Gr. 258B) w Petersburgu.